# I sottodotati
I sottodotati (Les sous-doués) è un film del 1980 diretto da Claude Zidi.